# Wieglitz
Wieglitz è una frazione tedesca di 191 abitanti del comune di Bülstringen, situata nel land della Sassonia-Anhalt.
Fino al 31 dicembre 2009 ha costituito un comune autonomo.